# Can Còrdova
Can Còrdova és una obra d'Arenys de Mar (Maresme) inclosa en l'Inventari del Patrimoni Arquitectònic de Catalunya.

## Descripció
Edifici de tres plantes, de composició simètrica. Les obertures del primer pis estan emmarcades amb rajoles vidriades de colors i guardapols. A tota la façana hi ha motllures, esgrafiats, baranes de ferro, cornises i baranes de coronament d'obra amb balustrades. Aquesta casa fa cantonada i té un jardí petit davant la façana principal amb una gran palmera, un tancament amb reixa de ferro i pilars d'obra amb rajoles de colors.